# Raúl Gómez Samperio
Raúl Gómez Samperio (Santander, 7 de julio de 1956) es un periodista y escritor español. Licenciado en Ciencias de la Información y en Educación Física, es doctor en Pensamiento, Lengua y Cultura. Especialista en comunicación institucional, ha ejercido también en diversos medios de comunicación y es un reconocido colaborador literario y divulgador de la cultura de Cantabria, además de historiador deportivo, centrando su labor en el Real Racing Club. Fue uno de los fundadores de la Sociedad Cántabra de Escritores en 2001 y desde 2016 pertenece a la directiva de la Real Sociedad Menéndez Pelayo. 

## Biografía
Cursó los estudios de primaria, bachillerato y COU en el colegio de los Salesianos de Santander. Es licenciado en Ciencias de la Información por la Universidad Complutense de Madrid (1983) y licenciado en Educación Física por el INEF (entonces Instituto Nacional de Educación Física) de la Universidad Politécnica de Madrid (1985). En 2016 se doctoró en la Universidad de Cantabria con una tesis que analiza la figura de José María de Cossío y su influencia en la incorporación de la temática futbolística en la poesía española del siglo XX (2016).
Fue uno de los alumnos de la Facultad de Ciencias de la Información que asistió al I Curso de Perfeccionamiento Periodístico organizado por El País 1983. Además ha asistido a varios cursos de especialización organizados por la UIMP relacionados con El proceso de escribir (Santander 1995), La expansión tecnológica de la prensa y los nuevos soportes mediáticos (Cuenca, 1995) y a las Jornadas sobre la Comunicación como soporte de la Innovación en Cantabria 22 de noviembre de 2000 organizadas por SODERCAN (Sociedad de Desarrollo Regional de Cantabria).
Como ponente ha participado, entre otros, en el curso Comunicación en las Instituciones y Empresas (Astillero, noviembre de 2000), en el I Congreso Internet en el Turismo: presente y futuro del sector (Noja, diciembre de 2001); en las I Jornadas del Departamento de Filología de la Universidad de Cantabria Encuentro de lenguas y literaturas (Santander, 14 y 15 de noviembre de 2003), en la jornada sobre Historia Deportiva dirigida por Ramón Torralbo, dentro de los cursos de verano de la Universidad de Cantabria con su conferencia El origen y desarrollo del fútbol en Cantabria. Presente y futuro del Real Racing Club (Colindres, 4 de julio de 2013); en el Encuentro Cossío, el fútbol y el 27 y la amistad de Cossío con Rafael Alberti, jornada literaria enmarcada dentro de los cursos de verano de la Universidad de Cantabria (Tudanca, 21 de julio de 2016); en el III Congreso de Cantabria sobre Destinos del exilio republicano celebrado el 20 y 21 de junio de 2019 en la UNED Cantabria organizado por la Fundación Bruno Alonso con la intervención: Enrique Larrínaga y Fernando García, dos racinguistas tras el balón exiliado y dirigiendo la II edición de Conversaciones entre la Asociación de Profesores de Español y la Real Sociedad Menéndez Pelayo sobre Literatura y Deporte, celebradas en la Biblioteca Central de Cantabria entre el 28 y el 31 de enero de 2020, interviniendo con su conferencia Poema y crónica de un partido de fútbol en Santander, la Oda a Platko y la gesta de un guardameta. También ha impartido varias charlas y conferencias sobre la historia del fútbol en Cantabria y ha asesorado las exposiciones Siempre Racing (2008) y De cero a cien (2013) sobre la historia del Racing, celebradas en el Palacete del Embarcadero y CASYC, respectivamente, así como sobre la figura de José María de Cossío en foros como el Centro de Estudios Montañeses (2004), ADIC (2011) y la Biblioteca Central de Cantabria (2014).

## Ejercicio profesional
Como periodista ha trabajado en diversos medios de comunicación de Cantabria, alternando la información de carácter general con la deportiva (El Diario Montañés, Diario Alerta, RNE). Fue director de los servicios informativos de Antena 3 de Radio en Cantabria y posteriormente Jefe de Prensa del Gobierno de Cantabria en dos etapas diferentes, de 1988 a 1991 y de 1991 a 1995.), en cuyo departamento continúa desempeñando su labor, asumiendo la dirección de la comunicación institucional de varias Consejerías del Gobierno de Cantabria (Educación; Medio Ambiente; Obras Públicas y Vivienda y en la actualidad Innovación, Industria, Transporte y Comercio).
Articulista habitual de El Diario Montañés (una selección de sus artículos pueden leerse en su página web), es también director de la web escritorescantabros.com.
Ha colaborado en diversos medios de comunicación audiovisuales, impresos y digitales. Ha participado en programas de Tele Bahía (2003) y Telecabarga (2006) divulgando facetas históricas del deporte, participando en la actualidad en varias tertulias radiofónicas (RNE, Radio Fútbol, COPE, Arco FM). Entre los medios de comunicación en los que ha colaborado se encuentran Pluma y pincel, Alerta, Piquio.com, Real Racing Club revista del abonado, Revista de Caja Cantabria, El Periódico del Racing, Sport Cantabria, Cantabria Económica, Cantabria Autónoma, Bahía Norte, F. C. Fútbol, Crónica de Cantabria, Líder, El Malecón, El Mundo Cantabria, Fondo Norte, Líder, Nordeste, Boletín Informativo del Colegio de Médicos de Cantabria, Nosotros, Deporte Cantabria, Consumidores de Cantabria, Sportlider.com, Cántabros, Vivir en Cantabria, etc.

## Premios
- Primer premio del Concurso Literario Conmemorativo del Centenario del Nacimiento del Zurdo de Bielva (1996).
- Primer premio del Concurso de Periodismo Francisco Rivas Moreno (1999), organizado por Caja Cantabria.

## Asociaciones
Fue uno de los fundadores de la Sociedad Cántabra de Escritores en 2001, ocupando varios cargos en su junta directiva hasta que en 2018 se dio de baja en protesta por la publicación de poemas plagiados que fueron editados por dicha sociedad.
Es socio vitalicio de la Asociación de Periodistas de Cantabria, de la que es miembro desde 1984, y del Centro de Estudios Montañeses con la lección de ingreso titulada Cossío y el fútbol presentada el 4 de octubre de 2004. También es miembro fundador de la Asociación de Amigos de Vicente Trueba y del Ciclismo Cántabro 2005.
Desde 2016 es presidente de la Asociación Cultural Carlos Bribián y miembro de la Real Sociedad Menéndez Pelayo, en la que forma parte de su junta directiva desde 2018.
Fundador y secretario de la Peña Racinguista Cossío, fundada en la Casona de Tudanca en 2013, también es patrono de la Fundación Racing desde 2014.

## Publicaciones
Con una importante experiencia en el mundo de la comunicación institucional, publicó:
- Gabinetes de Prensa. La comunicación en las instituciones y en las empresas, junto con Miguel del Río, José Ángel San Martín, José Emilio Pelayo, Javier Rodríguez, Juan Carlos del Río y Juan José Fraile, editado por Miguel del Río en Santander en 2001, que incluye su trabajo: “Historia, presente y futuro de los gabinetes de prensa institucionales en la comunidad autónoma de Cantabria”.

Sus publicaciones se han centrado más en el terreno de la historia deportiva con títulos como:
- Quique Setién. El jugador de fútbol, biografía del futbolista del Real Racing Club, editado por Tantín en 1996 en Santander.
- Hacia el Centenario. Real Sociedad Gimnástica de Torrelavega (1907/1998), editado en 1998 por Caja Cantabria y el Ayuntamiento de Torrelavega.
- Futbolistas internacionales cántabros del siglo XX, editado en Santander en 1999 por Caja Cantabria y el Real Racing Club.
- Rayo Cantabria (1926-2001). Vivero del Racing, editado en Santander en 2002 por la Comisión Organizadora del 75 aniversario del club.
- Fermín Sánchez (Pepe Montaña). Semblanza y guía periodística del último romántico del deporte, editado por la Asociación de la Prensa de Cantabria en 2006.
- Historias de Santander, junto a Manuel Bartolomé, Fernando Vierna, José Luis Sánchez Landeras, Antonio Mora, Ángel Neila, Marisa del Campo, Delia Laguillo, Conchita Gallego, Isidro Rodríguez Castanedo y Luis de Escallada, editado por la SCE y el Ayuntamiento de Santander en 2006 que incluye su trabajo “Rey y fútbol en Santander”.
- Decana Centenaria. Real Sociedad Gimnástica de Torrelavega (1907-2007), junto a José Manuel Holgado, editado por El Diario Montañés.
- Un siglo con el Real Racing Club (1913-2013), (tres tomos) junto a José Manuel Holgado, editado por Grupo Publicitario Cruzial en 2013, 2014 y 2015.
- Racing. Aunque llueva o sople sur (1913-2013), junto a Gonzalo Colsa, Jesús Serrera, Alberto Santamaría, Álvaro Machín, Javier Menéndez Llamazares y José Manuel Holgado, editado por Editorial Cantabria de El Diario Montañés en 2013.
- Deportes. Entretiempos. Autor de los textos. Editado por Editorial Cantabria El Diario Montañés en 2013.
- La rebelión contra el olvido. Nando Yosu y otras historias racinguistas. Editado por la Fundación del Real Racing Club. 2017.

También ha participado en libros de carácter colectivo no deportivos, como:
- Amaneceres. Poemario de la Sociedad Cántabra de Escritores en 2010
- Sueños. Cuentos y poemas costumbristas de la Sociedad Cántabra de Escritores en 2012
- Hila… de la rima a la prosa, de la Sociedad Cántabra de Escritores en 2015.
- 1941. Arde Santander. Entretiempos. Editado por Editorial Cantabria de El Diario Montañés en 2016.